# Landgericht Ochsenfurt
Das Landgericht Ochsenfurt war ein von 1804 bis 1879 bestehendes bayerisches Landgericht älterer Ordnung mit Sitz in Ochsenfurt im heutigen Landkreis Würzburg. Die Landgerichte waren im Königreich Bayern Gerichts- und Verwaltungsbehörden, die 1862 in administrativer Hinsicht von den Bezirksämtern und 1879 in juristischer Hinsicht von den Amtsgerichten abgelöst wurden.

## Geschichte
Im Jahr 1804 wurde im Verlauf der Verwaltungsneugliederung Bayerns das Landgericht Ochsenfurt errichtet. 1806 bis 1814 war es dann ein Landgericht im Großherzogtum Würzburg. Dieses kam im Jahr 1817 zum neu gegründeten Untermainkreis, dem Vorläufer des späteren Regierungsbezirks Unterfranken. 
Das Landgericht wurde zunächst um den Sprengel des ehemaligen würzburgischen Amtes Ochsenfurt und der Kellerei Eibelstadt, Randersacker und Theilheim des Domkapitels Würzburg mit den Orten Eibelstadt, Frickenhausen, Kleinochsenfurt, Ochsenfurt und Sulzdorf gebildet. Dem Sprengel wurden auch zugeordnet aus dem ehemaligen hochstiftisch-würzburgischen Amt Heidingsfeld die Orte Eßfeld und Goßmannsdorf sowie der ehedem domprobsteiliche Ort Zeubelried. Weiterhin wurden die früher unter der Grundherrschaft des Würzburger Stifts Neumünster stehende Ortschaft Hopferstadt und die früher unter der Grundherrschaft des Würzburger Stifts Haug fallenden Orte Acholshausen und Eichelsee, sowie die Kartause Tückelhausen mit Hopferstadt und Tückelhausen in den Gerichtssprengel integriert. Hinzu kamen noch die Gemeinden Giebelstadt, Frickenhausen, Ingolstadt und Segnitz. Der Aufbau des Landgerichts blieb sowohl bei der Bildung des Großherzogtums Würzburg als auch beim erneuten Wechsel unter bayerische Landeshoheit bestehen. 
Nach der Aufhebung der adligen Gerichtsbarkeit durch das Gesetz vom 4. Juni 1848 wurden die bisher zum gräflich Rechter´schen Herrschaftsgericht Sommerhausen gehörigen Orte Sommerhausen, Winterhausen, Lindelbach und Erlach in das Landgerichtsterritorium integriert. Ebenfalls durch die Abschaffung der adligen Justiz wurden die Ortschaften Giebelstadt (ehemals Patrimonialgericht der Freiherrn von Zobel) und Geroldshausen (Patrimonialgericht Albertshausen der Freiherrn von Wolfskeel) dem Gerichtsterritorium eingegliedert. 
Am 25. August 1853 mit Wirkung vom 1. Oktober 1852 trat die Gemeinde Gnodstadt vom mittelfränkischen Landgericht Uffenheim zum unterfränkischen Landgericht Ochsenfurt über. Mit Inkrafttreten des deutschen Gerichtsverfassungsgesetzes am 1. Oktober 1879 wurde das Landgericht in Amtsgericht Ochsenfurt umbenannt.